# Chrosna (przystanek kolejowy)
Chrosna – przystanek kolejowy w Chrośnie, w województwie mazowieckim, w Polsce.

## Linie
| Przewoźnik | Linia | Trasa |
| ---------- | ----- | --- |
| KM         | R7    | Warszawa Zachodnia - Warszawa Śródmieście - Warszawa Wschodnia - Warszawa Wawer - Warszawa Falenica - Otwock - Celestynów - Chrosna - Pilawa - Dęblin |

## Ruch pasażerski[3]
| Rok  | Wymiana pasażerska na dobę |
| ---- | -------------------------- |
| 2017 | 20-49                      |
| 2018 | 20-49                      |
| 2019 | 50-99                      |
| 2020 | 50-99                      |
| 2021 | 50-99                      |
| 2022 | 50-99                      |
| 2023 | 50-99                      |